# Yannick Borel
Yannick Borel (Pointe-à-Pitre, 5 novembre 1988) è uno schermidore francese, specializzato nella spada. Ha vinto una medaglia d'oro olimpica, due titoli mondiali e cinque titoli europei. Ha inoltre vinto la Coppa del Mondo di spada individuale nel 2017 e nel 2018 (battendo in finale il Venezuelano Rubén Limardo).

## Palmarès
In carriera ha conseguito i seguenti risultati:
- Giochi olimpici

Rio de Janeiro 2016: oro nella spada a squadre.
Parigi 2024: argento nella spada individuale.
- Mondiali

Catania 2011: oro nella spada a squadre.
Kiev 2012: argento nella spada a squadre.
Lipsia 2017: oro nella spada a squadre.
Wuxi 2018: oro nella spada individuale.
Budapest 2019: oro nella spada a squadre.
Il Cairo 2022: oro nella spada a squadre.
Milano 2023: argento nella spada a squadre.
- Europei

Sheffield 2011: oro nella spada a squadre.
Toruń 2016: oro nella spada individuale e nella spada a squadre.
Tbilisi 2017: oro nella spada individuale.
Novi Sad 2018: oro nella spada individuale e argento nella spada a squadre.
Adalia 2022: oro nella spada individuale e bronzo nella spada a squadre.
- Coppa del Mondo

Coppa del Mondo 2016: secondo nella classifica di spada individuale.
Coppa del Mondo 2017: vincitore della classifica di spada individuale.
- Campionati francesi

2013: bronzo nella spada individuale.
2016: bronzo nella spada a squadre.
2017: argento nella spada a squadre.
2018: oro nella spada individuale e nella spada a squadre.